# 大田都市鐵道
大田都市鐵道（：／ Daejeon doshicheoldo */?）即大田地下鐵（／ Daejeon Jihacheol），是韓國大田广域市的地鐵系統，於2006年3月16日通車啟用，迄今僅有1條路線，採用1,435mm之標準軌距，由大田交通公社負責營運管理。

## 歷史
- 1996年2月16日：確定基本計劃。
- 1996年10月30日：1號線第一期（板岩－政府大樓）工程開工。
- 2004年1月19日：設置「大田廣域市都市鐵道公社籌備企劃團」。
- 2004年8月13日：制定《大田廣域市都市鐵道公社設置條例》。
- 2004年12月27日：1號線首輛車輛（101編組）出廠。
- 2005年1月1日：大田广域市都市铁道公社正式成立。
- 2006年3月16日：1號線第一期工程路段開通。
- 2007年4月17日：1號線第二期（政府大樓－盤石）路段開通。

## 路線
| 路線顏色         | 路線名稱       | 起點          | 終點          | 長度（公里） | 站數   | 營運方       | 通車時間       |
| 營運中           | 營運中         | 營運中        | 營運中        | 營運中       | 營運中 | 營運中       | 營運中         |
| ---------------- | -------------- | ------------- | ------------- | ------------ | ------ | ------------ | -------------- |
| 草綠色           | 1號線          | 板岩（101）   | 盤石（122）   | 22.7         | 22     | 大田交通公社 | 2006年3月16日  |
| 計畫中（已核定） |                |               |               |              |        |              |                |
| 薄荷色           | 2號線          | 西大田（201） | 西大田（201） | 36.6         | 45     | 大田交通公社 | 預定2027年12月 |
| Korail天藍色     | 忠清圈廣域鐵道 | 新灘津        | 雞龍          | 35.4         | 12     | 韓國鐵道公社 | 預定2026年     |

### 1號線
地鐵1號線於1996年開工，第一期工程（板岩－政府大樓）於2006年3月16日完工，第二期工程（政府大樓－盤石）則於2007年4月17日完工開通。全線貫穿大田市中心，並連結舊市區屯山洞和老隱洞等地區，行駛全程約40分鐘。

### 2號線
大田市政府於2015年規劃興建環狀路網的地鐵2號線，可在儒城溫泉站、西大田四街站、大洞站及政府大樓站與1號線交會轉乘，預計於2027年通車。2號線目前尚處於綜合規畫評估階段。

### 忠清圈廣域鐵道
2007年，大田市政府提出整合京釜線、湖南線的部分路段興建「忠清圈廣域鐵道」的广域电铁路線計畫，經國土交通部核定後，目前已進入細部設計階段。

## 外部鏈接
- 官方網站 
- 路線圖（页面存档备份，存于）